# Тимпан
Тимпа́н (лат. tympanum, дав.-гр. τύμπανον) — древній ударний музичний інструмент — мембранофон, рамний барабан, близький до бубна і тамбурина.